# Pétfürdő
Pétfürdő is een plaats (nagyközség) en gemeente in het Hongaarse comitaat Veszprém. Pétfürdő telt 4917 inwoners (2001).